# Alfred Montagne
Pour les articles homonymes, voir Montagne (homonymie).
Alfred (Marie Joseph Louis) Montagne,  né le 20 juin 1881 à Pézenas (Hérault) et mort le 26 février 1963 à Montpellier, est un général français qui commande le 15e corps d'armée lors de la bataille des Alpes en juin 1940. Ayant pris la suite du général Olry à la tête de ce corps d'armée quand celui-ci est promu chef de l'armée des Alpes et artilleur d'origine comme lui, il est chargé de la défense de la région de Menton. Disposant d'une bonne connaissance du terrain, il résista à l'invasion italienne. En 1952, il publiera un ouvrage sur cette guerre La bataille pour Nice et la Provence.
Durant la Première Guerre mondiale, officier artilleur, il fut blessé et obtiendra cinq citations.

## Carrière militaire
- Première guerre mondiale : officier artilleur
- 1931 - 1936 : Officier au Centre des hautes études militaires de l'armée de terre
- 1936 - 1938 : Général commandant la 25e division
- 1938 - 1939 : Général commandant la 18e Région militaire (Bordeaux)
- 1939 : Général commandant la région militaire de Paris
- 1939 : Général commandant le 12e corps d'armée
- 1939 - 1940 : Général  commandant le 15e corps d'armée
- 1940 : Réserve
- 1940 : Général commandant la 9e région militaire
- 1940 - 1941 : Général commandant la 9e division
- 1941 : Retraite

## Distinctions
- Grand officier de la Légion d'honneur[1]
- Croix de guerre 1914-1918[1]

## Ouvrage
- La bataille pour Nice et la Provence, publié en 1951 à Montpellier, aux éditions des Arceaux.